# Kusaka Genzui
Kusaka Genzui (久坂 玄瑞 Cửu Phản Huyền Thụy) (năm 1840 – ngày 20 tháng 8 năm 1864) là một samurai của phiên Chōshū hoạt động trong thời kỳ Bakumatsu và là nhân vật chủ chốt trong phong trào Tôn vương Nhương di.

## Tiểu sử

### Thuở hàn vi
Tên thời nhỏ là Kusaka Hidezaburō, tên thật là Michitake, và tên thường gọi là Makoto và Yoshisuke. Ông sinh năm 1840 ở Hiyako, Hagi, một thị trấn thuộc tỉnh Nagato (nay là thành phố Hagi, tỉnh Yamaguchi) trong phiên Chōshū. Ông là con trai thứ ba của thầy thuốc Kusaka Ryōteki và Tomiko; con trai trưởng của họ tên là Genki, và con trai thứ hai của họ chết khi còn nhỏ. Gia đình này tuy thuộc giới samurai nhưng chỉ nhận được bổng lộc ít ỏi là 25 koku gạo.
Từ khi còn nhỏ, Kusaka đã thông thạo Tứ thư tại trường tư (juku) mà Takasugi Shinsaku từng theo học. Sau đó ông vào học trường y Kōseikan của phiên trấn. Năm mười bốn tuổi, người mẹ qua đời, và năm sau đến lượt anh trai và chỉ vài ngày sau là cha ông cũng nối nhau qua đời. Là thành viên duy nhất còn sống trong nhà, Genzui trở thành người đứng đầu gia tộc và hành nghề y theo truyền thống dòng họ nhà mình; Do đó, ông bèn quy y cửa Phật và lấy tên là Genzui. Năm 17 tuổi, thành tích học tập xuất sắc đã giúp Genzui được nhận vào ký túc xá tại Kōseikan với học phí do phiên chi trả.. Ông tiếp tục theo học y khoa và Tây học tại trường của phiên là Meirinkan, và sang năm 1856, đến vùng Kyushu để tiếp tục việc học ở tuổi 17. Khi đến thăm Miyabe Teizo, ông nghe nói về danh tiếng của Yoshida Shōin. Sau khi trở về phiên, ông học tại trường tư thục Shōkasonjuku, và được coi là một trong ba học sinh giỏi nhất, cùng với Takasugi Shinsaku và Yoshida Toshimaro. Shōin công nhận tài năng của Kusaka là số một ở Chōshū; ông để Kusaka thi thố với Takasugi Shinsaku nhằm khai mở tiềm năng của mình. Shōin còn cho phép Kusaka kết hôn với cô em gái tên là Fumi (sau đổi thành Katori Miwako).
Kusaka khi trưởng thành cao 6 shaku (182 cm) và có thân thể cường tráng. Ông có tật hơi nhắm vào một bên mắt. Kusaka còn nổi bật về phẩm chất ưu tú qua giọng nói to lớn, hào sảng có sức thuyết phục người nghe của mình, điều đó đã biến ông trở thành nhân vật trung tâm của phe Tôn vương Nhương di sau này.

### Tôn vương Nhương di
Năm 1858, Kusaka rời bỏ quê nhà đến Kyoto và Edo theo đuổi việc học tập và mở mang kiến thức mới. Sau khi Shōin bị hành quyết trong Cuộc thanh trừng Ansei, ông đã kế vị vai trò lãnh đạo của phong trào Tôn vương Nhương di. Phiên sĩ Chōshū là Nagai Uta đã đệ trình một bản tóm lược ý kiến gọi là Kokai Enryaku Saku (ủng hộ việc buôn bán với người nước ngoài, thay vì trục xuất họ, bằng sự hợp tác giữa triều đình và Mạc phủ), khiến phiên trấn ủng hộ sự hòa giải giữa triều đình và Mạc phủ. Về sau, ông đi đến Kyoto cùng với các chí sĩ đồng đội của mình vào năm 1862, và gửi đơn kiện Nagai lên phiên. Ông cố gắng tận tâm thay đổi quan điểm của phiên và rốt cuộc thành công mỹ mãn. Tháng 10 cùng năm, Kusaka đến Edo cùng với sứ giả triều đình bao gồm Sanjo Sanetomi và Anegakoji Kintomo, để thúc giục Mạc phủ mau chóng nhương di thuận theo sắc chỉ của Thiên hoàng Kōmei. Nhằm chuẩn bị cho công cuộc nhương di được thuận lợi, Kusaka ra sức thành lập đội Mitategumi cùng với Takasugi và những người khác. Vào tháng 12 năm 1862, họ tấn công và đốt cháy công sứ quán Anh đang được xây dựng dang dở ở Gotenyama, Shinagawa thành Edo khiến chính phủ nước Anh nổi giận, chỉ trích Mạc phủ và đòi trừng trị nhóm Kusaka nhưng họ vẫn bình an vô sự.
Sau đó, ông đến Kyoto thông qua mối liên hệ với hai phiên Mito và Shinshu, có dịp gặp gỡ các chí sĩ khác tại dinh thự Suikokan vào ngày 27 tháng 1 năm 1863. Sang tháng 4, ông trở thành quan chức chính yếu tại trụ sở phiên ở Kyoto và dự định lễ viếng đền thần để cầu nguyện trục xuất người nước ngoài. Mạc phủ thông báo thời hạn nhương di vào ngày 10 tháng 5 cho triều đình. Khoảng thời gian này, ông quay trở lại phiên và thành lập đảng Komyojito ở Shimonoseki. Ông còn tham gia vào vụ tập kích tàu thuyền nước ngoài dưới sự chỉ đạo của công khanh quá khích Nakayama Tadamitsu. Khoảng thời gian đó, ông đổi tên thành Yoshisuke. Kusaka lại đến Kyoto lần nữa, và lên kế hoạch cho chuyến viếng thăm đền thần tỉnh Yamato với phe tôn vương cực đoan nhằm do thám tình hình nơi đây.

### Sự biến Cấm môn
Trong cùng năm đó, phiên Chōshū bị đuổi khỏi triều đình trong cuộc Chính biến ngày 18 tháng 8 năm 1863. Tuy nhiên, ông vẫn ở lại Kyoto một thời gian với tư cách là phiên sĩ, và lên kế hoạch khôi phục vị thế của mình. Tháng 6 năm 1864, tin tức bi thảm về Sự kiện Ikedaya lan truyền khắp phiên, gây ra một cuộc tranh luận sôi nổi về việc có nên tham chiến ở Kyoto hay không. Sau cùng, sự phẫn nộ chiếm phần lớn trong nội bộ phiên Chōshū, khiến phiên này quyết định kéo quân tiến về Kyoto trừng phạt những kẻ sát hại phiên sĩ phe mình, Kusaka nhận lệnh dẫn đầu nhiều đội quân khác nhau, bao gồm các chí sĩ thân quen như Kijima Matabe và Maki Izumi giao tranh cùng các phiên phe Công Vũ hợp thể là Satsuma và Aizu. Ngày 20 tháng 8 năm 1864, Kusaka hợp sức cùng Maki Izumi và những chí sĩ khác đánh vào tận Cổng Sakaimachi-gomon (được gọi là vụ biến loạn Cấm môn hay vụ biến loạn Cổng Hamaguri-gomon). Thế nhưng, liên quân Satsuma-Aizu dần dần áp đảo quân binh phiên Chōshū, giáng đòn tấn công mãnh liệt đến mức Chōshū đành phải tháo chạy khỏi kinh thành, rút về phiên trấn của mình. Dù cố sức giao chiến đến kiệt lực, Kusaka cùng đám chí sĩ đồng đội vẫn không chống chọi nổi trước ưu thế về vũ khí và số lượng quân của hai phiên Satsuma-Aizu, tuy họ dự tính thoát khỏi vòng vây nhưng cũng đành chịu thua, sau khi bị thương bởi một khẩu súng trường, ông bèn tự sát với Terajima Chuzaburo để tránh bị bắt làm tù binh.

## Thư gửi Yoshida Shōin
Năm 1856, Nakamura Michitarō khuyên bảo Kusaka tới Kyushu du học. Ông dành thời gian đi khắp Kyushu thăm thú danh lam thắng cảnh và trò chuyện với những văn nhân nổi tiếng trong vùng, và viết thơ sau này xuất hiện trong thi tập Giretsu Kaiten Hyakushu vào thời Minh Trị. Trong khi đến thăm Kumamoto, một samurai Miyabe Teizō đã cực lực khuyến khích Kusaka theo học Yoshida Shōin, là bạn bè quen biết một thời gian. Khi trở về Hagi, ông đã viết thư gởi Shōin, và với sự giúp đỡ từ một người bạn của Shōin tên Tsuchiya Shōkai, xin được vào học chỗ thầy. Trong bức thư gửi Shōin, Kusaka nhận xét: "Vào thời điểm xảy ra trận Kōan, nên chém hết đám sứ thần nước ngoài, trong trường hợp đó người Mỹ chắc chắn sẽ tấn công. Khi họ làm điều đó có thể sẽ tạo cơ hội khơi dậy kỷ luật lỏng lẻo của các samurai thành một lực lượng bảo vệ quốc gia mạnh mẽ." Shōin gửi lại lá thư với lời lên án ở phần lề: "Lập luận của cậu là phù phiếm và phán đoán nông cạn; nó không xuất phát từ sự chân thành. Ta ghét kiểu viết lách và kiểu người như thế này. Đã quá muộn để giảm bớt sứ thần nước Mỹ. Sử dụng những cách thức cũ kỹ lỗi thời để giải quyết vấn đề ở một thế giới hiện đại thay đổi hoàn toàn chứng tỏ sự phán xét nông cạn. Cậu nên xây dựng lòng chân thành của mình hơn là lãng phí thời gian với những suy đoán tẻ nhạt như vậy. Những lời nhận xét vốn chẳng dựa vào thực tế không có mục đích gì cả."

## Trích dẫn
- Furukawa, Kaoru (1979). Kakan no shishi: Kusaka Genzui den 花冠の志士: 久坂玄瑞伝. Bungeishunjū. OCLC 23327076.
- Huber, Thomas M. (1990). The Revolutionary Origins of Modern Japan. Stanford University Press. ISBN 978-0-8047-1755-7.
- Takeda, Kanji (1944). Kusaka Genzui 久坂玄瑞 (bằng tiếng Nhật). Dōtōsha. OCLC 33654618.
- Tateishi, Yū (2015). Kusaka Genzui: Takasugi Shinsaku to narabi shōsareta shōkasonjuku no shun'ei 久坂玄瑞: 高杉晋作と並び称された松下村塾の俊英 (bằng tiếng Nhật). PHP Kenkyūjo. ISBN 9784569762630.